# Moha Ou Hammou Zayani
Moha Ou Hammou Zayani (àrab موحى أو حمو الزياني) és una comuna rural de la província de Khénifra de la regió de Béni Mellal-Khénifra. Segons el cens de 2014 tenia una població total de 9.286 persones.